# میناس پادگرهانیان
میناس مگردیچ پادگرهانیان (ارمنی: Մինաս (Մկրտիչ) Պատկերհանյան) معروف به استاد میناس، (زاده ۱۸۸۵ - درگذشته ۱۹۷۲) عکاس ارمنی‌تبار اهل ایران که بنیانگذار نخستین عکاسخانه در اصفهان بود.

## زندگی‌نامه
وی به سال ۱۸۸۵ میلادی (۱۲۶۴ خورشیدی) در اصفهان چشم به جهان گشود. در سن ۱۵ سالگی به همراه مادرش به هند مسافرت کرد. وی در شهر کلکته با هنر عکاسی آشنا شد و با پس‌انداز اندک خود یک دوربین و مقداری لوازم اولیه عکاسی خریداری نمود و به شکل تفننی به عکاسی پرداخت. پس از ده سال اقامت در هند و کسب مهارت در عکاسی در سن ۲۵ سالگی به ایران بازگشت. او مدتی در شهر سلطان‌آباد (اراک کنونی) به تهیه عکس‌های بسیار کوچکی که در میان گل‌سینه نصب می‌گردیدند پرداخت و در این ابتکارهایی نیز به خرج داد.
پادگرهانیان سفرهایی به شهرهای اهواز و تهران نمود و سرانجام در سال ۱۹۱۱ (۱۲۹۰) در خیابان چهارباغ اصفهان مغازه‌ای تأسیس نمود و کارگاه عکاسی خود را بدانجا انتقال داد. آن محل را «عکاسی میناس» نامید.
استاد میناس تا سال ۱۹۶۱ (۱۳۴۰) در این کارگاه به عکاسی پرداخت. وی تبحر بسیاری در فن عکاسی داشت و توسط جعبه جادویی خود آثار فراوانی از بناهای تاریخی و خانواده‌های قدیمی اصفهان آفریده است که شیشه‌های (کلیشه، نگاتیو) بسیاری از آنان هنوز از بین نرفته‌اند. اما مهم‌ترین مجموعه عکس‌های وی عبارتنداز: عکس‌های مربوط به مراسم اعدام چهارصد دزد و راهزن، به سفارش اداره نظمیهٔ اصفهان، در سال ۱۹۲۴ (۱۳۰۳ خورشیدی) و عکس‌های مربوط به مهاجرت ارمنی‌های ایران به ارمنستان در ۱۹۴۶ (۱۳۲۵ خورشیدی).
میناس پادگرهانیان در سال ۱۹۷۲ (۱۳۵۱) در سن ۸۷ سالگی درگذشت و در جلفای نو به خاک سپرده شد. پس از فوت وی پسر ارشدش واهان پادگرهانیان پیشهٔ پدر را ادامه داد.